# Clostridium thermoalcaliphilum
Il Clostridium thermoalcaliphilum è una specie di batterio appartenente alla famiglia delle Clostridiaceae.